# Mildred Cohn
Mildred Cohn (ur. 12 lipca 1913 w Nowym Jorku, zm. 12 października 2009 w Filadelfii) – amerykańska biochemiczka, która pogłębiła zrozumienie procesów biochemicznych poprzez badanie reakcji chemicznych w komórkach zwierzęcych. Była pionierką w wykorzystaniu magnetycznego rezonansu jądrowego do badania reakcji enzymatycznych, szczególnie w trójfosforanie adenozyny (ATP).
Otrzymała najwyższą w kraju nagrodę naukową, National Medal of Science w 1982 r. i została wprowadzona do National Women’s Hall of Fame.

## Życiorys
Rodzice Cohn, Isidore Cohn i Bertha Klein Cohn byli Żydami. Jej ojciec był rabinem. Wyjechali z Rosji do Stanów Zjednoczonych około 1907 roku. Mildred Cohn urodziła się 12 lipca 1913 roku na Bronksie, gdzie jej rodzina mieszkała w mieszkaniu. Kiedy Mildred miała 13 lat, jej ojciec przeniósł rodzinę do spółdzielni posługującej się językiem jidysz, Heim Gesellschaft, która kładła duży nacisk na edukację, sztukę, sprawiedliwość społeczną i zachowanie kultury jidysz.
Cohn ukończyła szkołę średnią w wieku 14 lat. Uczęszczała następnie do Hunter College, które było zarówno bezpłatne, jak i otwarte dla wszystkich wykwalifikowanych kobiet, niezależnie od rasy, religii czy pochodzenia etnicznego. Otrzymała dyplom licencjata z wyróżnieniem w 1931 roku.
Udało jej się pozwolić sobie na jeden rok na Uniwersytecie Columbia, ale nie kwalifikowała się do asystentury, ponieważ była kobietą. Po uzyskaniu tytułu magistra w 1932 r. przez dwa lata pracowała w National Advisory Committee for Aeronautics. Chociaż miała wspierającego przełożonego, była jedyną kobietą spośród 70 mężczyzn i została poinformowana, że nigdy nie zostanie awansowana.
Wróciła do Kolumbii, gdzie studiowała pod kierunkiem Harolda Ureya, który właśnie zdobył Nagrodę Nobla. Początkowo Cohn pracował nad badaniem różnych izotopów węgla. Jednak zawiódł ją sprzęt i nie mogła dokończyć tego projektu. Później napisała rozprawę na temat izotopów tlenu i uzyskała tytuł doktora chemii fizycznej w 1938 roku.

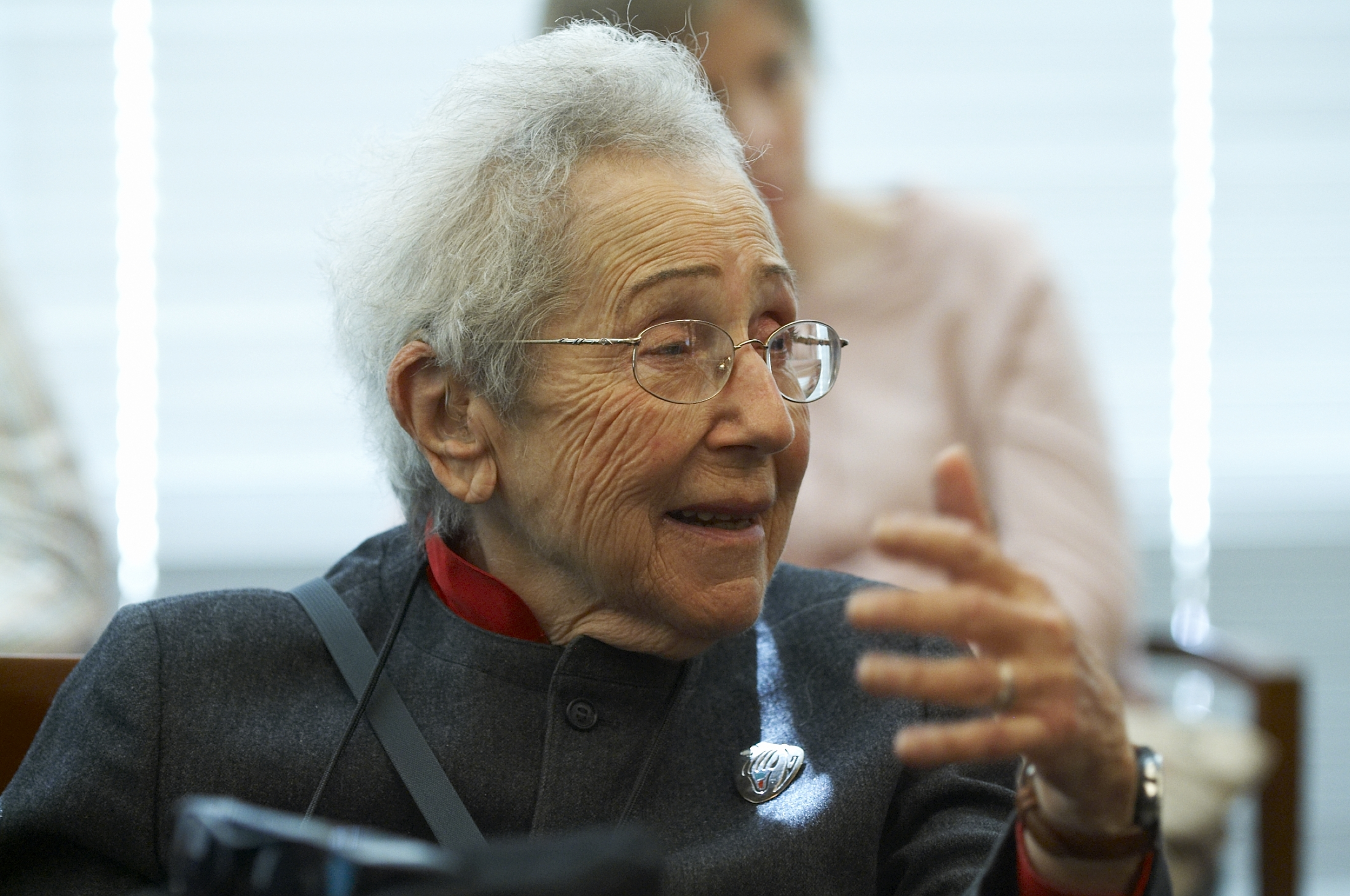
Na wykładzie Brown Bag w 2005 roku

Dzięki rekomendacji Ureya, Cohn uzyskała stanowisko pracownika naukowego w laboratorium Vincenta du Vigneaud na Washington University in St. Louis. Tam prowadziła studia podoktoranckie dotyczące metabolizmu siarki i aminokwasów przy użyciu radioaktywnych izotopów siarki. Cohn była pionierem w stosowaniu znaczników izotopowych do badania metabolizmu związków zawierających siarkę. Kiedy du Vigneaud przeniósł swoje laboratorium do Uniwersytetu Cornella w Nowym Jorku, Cohn i jej nowy mąż, fizyk Henry Primakoff, również się tam przenieśli.
W 1946 roku Henry Primakoff otrzymał propozycję pracy na wydziale Washington University in St. Louis. Cohn była w stanie uzyskać stanowisko badawcze u Carla i Gerty Cori w ich laboratorium biochemicznym. Tam mogła wybrać własne tematy badawcze. Użyła magnetycznego rezonansu jądrowego do zbadania reakcji fosforu z ATP, ujawniając istotne informacje na temat biochemii ATP, w tym budowy ATP, fosforylacji oksydacyjnej i roli jonów dwuwartościowych w enzymatycznej konwersji ATP i ADP.
W 1958 roku awansowała ze stanowiska współpracownika na profesora nadzwyczajnego. W 1960 roku Cohn i jej mąż dołączyli do University of Pennsylvania. Mildred została mianowana profesorem nadzwyczajnym Biofizyki i Biochemii Fizycznej, a w następnym roku została profesorem zwyczajnym. W 1964 roku została pierwszą kobietą, która otrzymała nagrodę Lifetime Career Award przyznaną przez American Heart Association. W 1971 roku została wybrana do National Academy of Sciences. W 1982 roku przeszła na emeryturę. W 1984 roku Cohn otrzymała nagrodę Golden Plate od Academy of Achievement.